# Мангосуту Бутелезі
Мангосуту Бутелезі (Mangosuthu «Gatsha» Buthelezi; 27 серпня 1928, Махлабатіні, Квазулу, ПАР — 9 вересня 2023) — південноафриканський правий політик і державний діяч, племінний вождь зулусів. За часів апартеїду — глава бантустана Квазулу. Активний антикомуніст, противник ЮАКП і АНК. Після ліквідації апартеїду — міністр внутрішніх справ ПАР в 1994—2004. Засновник і беззмінний лідер зулуської консервативно-популістської Партії свободи Інката.